# Nguvumoja
Nguvumoja ist ein Verwaltungsbezirk (englisch Ward) des Distrikts Igunga in der tansanischen Region Tabora.

## Geografie
Nguvumoja ist ein ländlicher Bezirk im westlichen Teil des zentralen Hochlands von Tansania, etwa 15 Kilometer südlich der Distrikthauptstadt Igunga.  Bei der Volkszählung 2022 lebten 16.197 Menschen in 1942 Haushalten auf einer Fläche von 286 Quadratkilometern.

Der Bezirk grenzt im Osten an die Region Singida und sonst an Bezirke des Distrikts Igunga:
| Bukoko   | Igunga                                      |      |
| Mtunguru | Kompassrose, die auf Nachbargemeinden zeigt | Mtoa |
|          | Lugubu                                      |      |

## Gliederung
Der Bezirk besteht aus drei Gemeinden (swahili Mtaa) mit 21 Orten (Kitongoji):
| Nguvumoja - Mtakuja - Isukamahela - Ipojamitwe - Kishapu - Mwihando | Mwalala - Mwalala - Mwamagili - Igalula - Wejawanongu - Bulyashili - Ikulamawe - Isanjandugu - Mlimani | Mwanshoma - Mabambasi - Mashololo - Ubungu A - Bondeni - Mshishi - Mashimba - Mwajitundagila - Ubungu B |

## Wirtschaft und Infrastruktur
- Bildung: Die Nguvumoja Secondary School ist eine staatliche weiterführende Tagesschule mit einer Ausbildung bis zur 4. Stufe.[7]
- Gesundheit: In den Gemeinden Mwalala[8] und Mwanshoma[9] liegt je eine staatliche Apotheke.